# Weiner Sennyey Tibor
Weiner Sennyey Tibor (Eger, 1981. május 10. –) József Attila-díjas magyar költő, író, műfordító, szerkesztő és utazó. Több verses-, esszé-, novelláskötet, kisregény és dráma szerzője. Békássy Ferenc írásainak egybegyűjtője és életrajzának írója. A DRÓT főszerkesztője, ahol rendszeresen publikál közéleti, művészeti és irodalmi tárgyú cikkeket, ugyanott videó-blogot vezet. Előadásokat tart irodalomról, költészetről, kertészetről, méhészetről, különös tekintettel Hamvas Béláról, Weöres Sándorról, a Kertmagyarország-eszméről és a 'méhészet művészetéről'. Utóbbiról saját esszé-rovatot ír a Méhészet szakfolyóiratban. Az írás mellett kertészkedik, méhészkedik, kerékpározik és sokat sétál. Szentendrén él. 

## Élete
1999 óta rendszeresen publikál nyomtatott és elektronikus sajtóban. Tizenöt könyv szerzője. 
Első verseskötete A természettel való kapcsolat újragondolása címmel jelent meg. A könyvnek két kiadása volt, és 2005-ben Gérecz Attila-díjat kapott. Második (vers-napló) kötete, a Versek a kisházból 2007-ben jelent meg. Harmadik verseskötete A tengerszint feletti magasság meghatározása címmel 2008-ban jelent meg. A kötetet Szarka Fedor Guido illusztrálta. A három kötetet követte a válogatott és új verseket tartalmazó Pihik című összefoglaló versgyűjtemény 2015-ben. Elektronikus verseskötete ePihik címmel 2020-ban jelent meg.
Indonéziában, Jáva és Bali szigetén töltött hónapjait A vándorló királyság című esszékötetben foglalta össze, amely 2010 végén jelent meg. A könyv címlapján Kiss Márta festménye látható. A kötet részletesen ismerteti a jávai költészetet, irodalmat, beszámol az építészetről, táncokról és a wayang-bábjátékról, továbbá kawi versek első magyar fordításait adja közre. 2013-ban Magyarországot képviselte az indonéziai Ubud Writers and Readers Fesztiválon. Három indonéziai útjának tanulságait Az elveszett királyság című esszéjében foglalta össze, amely megjelent az azonos című esszékötetben is.
2012-ben jelent meg a Gül Baba című kisregénye, 2013-ban pedig a Lőw Immánuel perét feldolgozó Magyar Gólem című elbeszélése.
2013-ban mutatták be első drámáját, a Szapphót, 2014-ben pedig a másodikat a Cicero Szicíliában című szatíráját, 2017-ben pedig Diogenész című monodrámáját Formanek Csaba rendezte meg és adta elő. 2022-ben Kun László című királydrámájával a Méhes György-drámapályázaton második helyet ért el. 
A 2011-ben megjelent A nagy eretnek és a 2017-ben megjelent Az anakronista című novelláskötetében különböző folyóiratokban megjelent fantasztikus novelláit gyűjtötte össze. 
2019-ben jelent meg Magyar Buddha című esszégyűjteménye és Hamvas Béláról szóló esszéit és előadásait összefoglaló Hamvas Béla ezerarcú és egyszerű élete és műve című könyve. Hamvasról szóló esszéinek bővített harmadik kiadása 2022-ben jelent meg. 
2022-ben jelent meg Weöres Sándorról szóló esszékötete, Weöres Sándor kozmikus költészete és titkos világai címmel. 
Novellái, esszéi és versei rendszeresen jelennek meg különböző hazai és külföldi irodalmi magazinokban és folyóiratokban.   
Békássy Ferenc szövegeit gyűjtötte össze, gondozta, szerkesztette és kiadta. A kötetbe utószóként írott első teljes Békássy-életrajz Költő és huszár címmel 2009-ben nívódíjat kapott a Honvédelmi Minisztériumtól és a Magyar Írószövetségtől. Békássy Ferenc összes művét 2018-ban szerkesztette és jelent meg a Magyar PEN Club kiadásában.  
A szegedi egyetemi évek alatt két évig irodalmi- és tervezőszerkesztője volt a szegedi bölcsészkar Bölcső, majd további másfél évig a Szabad Ötletek című lapjának. Négy éven át az első Drót alapító alkotójaként is szerepelt 2000 és 2004 között. Utóbbit 10 év szünet után, 2014-ben újraindította, immár online formában, mint "összművészeti és társadalomkritikai alkotói portált". A Déltenger antológia és 2007-től 2011-ig az Irodalmi Jelen szerkesztője volt. Az újraindított online DRÓT főszerkesztője 2014 óta és a Csillagszálló irodalmi szerkesztője 2017-től 2019-ig. Szerkesztésében és előszavával jelent meg a 'Fiatal magyar költők antológiája' görögül és a magyarul Athénban, 2022-ben.  
2024-ben jelent meg A méhészet művészete című esszékötete, ami valójában a méhek kultúrtörténete, a kezdetektől napjainkig, olvasmányos stílusban megírva, a szerző méhészeti tapasztalataival és megfigyeléseivel gazdagítva, különös tekintettel arra a válságra, ami a beporzókat érinti jelen helyzetünkben. 

## Főbb művei

### Könyvek
- A természettel való kapcsolat újragondolása – Baláca Könyvek – Vár Ucca Műhely. Veszprém–Szeged. 2005
- Versek a kisházból – Irodalmi Jelen Könyvek. Arad–Szeged. 2007
- A tengerszint feletti magasság meghatározása – Irodalmi Jelen Könyvek. Arad-Budapest. 2008
- Békássy Ferenc egybegyűjtött írásai – Irodalmi Jelen Könyvek, Aranymadár Alapítvány támogatásával. Zsennye–Budapest. 2010. Szerkesztés, utószó
- A vándorló királyság. Jáva és Bali. Útirajz, esszék, versek – Irodalmi Jelen Könyvek. Budapest-Arad. 2010–2011
- A nagy eretnek. 12 elbeszélés – Fapadoskönyv.hu 2011
- Gül Baba. Elbeszélés 33 rózsamagban; ill. Szarka Fedor Guido; Kelet, Budapest, 2012
- Békássy Ferenc szerelmes levelei (Fordította: Balogi Virág. Szerk.: Gömöri György és Weiner Sennyey Tibor; Budapest, 2013, Aranymadár Alapítvány)
- Magyar Gólem. Elbeszélés – Illusztrálta: Jakatics-Szabó Vera. Hochroth Kiadó. Budapest. 2013
- PIHIK. versek – Pluralica – Illusztrálta: Szarka Fedor Guido. Budapest. 2015
- Az elveszett királyság. 7 esszé. Aranymadár Alapítvány. Szerkesztette Csermák Zsuzska. Budapest-Szentendre. 2015
- Az anakronista – Fantasztikus elbeszélések. Aranymadár Alapítvány. Szerkesztette és illusztrálta Szarka Fedor Guido. Budapest-Szentendre. 2017
- Békássy Ferenc összes műve – Magyar PEN Club, Budapest. 2018. Szerkesztés, előszó
- Magyar Buddha – Előadások és esszék. Aranymadár Alapítvány. Szerkesztette Szarka Fedor Guido. Szentendre. 2019
- Hamvas Béla ezerarcú és egyszerű élete és műve. Esszék. Orpheusz Kiadó. Budapest. 2019. Magyar PEN Club. Második és harmadik kiadás, 2019, és 2022.
- ePihik. Válogatott és új versek. Archiválva 2022. szeptember 23-i dátummal a Wayback Machine-ben Magyar PEN Club. Budapest. 2020
- Weöres Sándor kozmikus költészete és titkos világai. Esszék.  Areión. Szeged. 2022
- A méhészet művészete – Esszék az apikultúráról. Gazsó Méhészet és Szakkönyvkiadó. Szentendre-Jánossomorja. 2024.

### Drámák
- Szapphó – tragikomédia – Premier: Radikális Szabadidő Színház. Rendezte: Formanek Csaba. Budapest 2013.04.11.
- Cicero Szicíliában – szatíra – Premier: Radikális Szabadidő Színház. Rendezte: Formanek Csaba. Budapest 2014.04.22.
- Diogenész – monodráma – Premier: Kvazár Eseménytér. Rendezte és előadta Formanek Csaba. Budapest 2016.04.18.
- Kun László – királydráma – Méhes György-drámapályázat, második díj. Budapest 2022.

### Műfordítás kötetek
- Lauri Sommer – Tõnu Õnnepalu versei Észt versek. Pluralica. Szerkesztette: Lőrincz Gergely. Budapest. 2010. (Tõnu Õnnepalu verseit Jász Attila, Lauri Sommer verseit WST fordította)
- Gil Won Lee: Napfénypalást[halott link] Koreai versek. Pluralica. Szerkesztette: Lőrincz Gergely. Budapest. 2011. (Balogi Virággal közösen.)
- Szimin Behbaháni: Elhagyott szentély Perzsa versek. PEN Club – Pluralica. Szerkesztette: Szőcs Géza és Weiner Sennyey Tibor. Technikai szerkesztés: Lőrincz Gergely. Fordították: Balogi Virág, Danyi Zoltán, Freund Éva, Nádasdy Ádám, Oravecz Péter, Szőcs Géza, Terék Anna, Turczi István, Weiner Sennyey Tibor. Budapest. 2013.
- Ανθολογία νέων Ούγγρων ποιητών / Fiatal magyar költők antológiája . (Kortárs magyar költők antológiája görögül) Ανθολόγηση - Πρόλογος / Előszó, szerkesztés: Τίμπορ Βέινερ Σέννιει. Μετάφραση / Fordította: Ανδρέας Αντωνίου. Résztvevő költők: Áfra János, Galyas Éva Klára, Závada Péter, Izsó Ζita, László Liza, Bék Timur, Oravecz Péter, Terék Αnna, Tóth Kinga, Weiner Sennyey Tibor, Farkas Arnold Levente. Athén, Vaxikon. 2022.

### Díjak, elismerések, ösztöndíjak
- Gérecz Attila-díj, 2005
- Az Írószövetségtől és a Honvédelmi Minisztériumtól Nívó-díj, 2009
- Nemzeti Kulturális Alap, Alkotói Ösztöndíj, 2011
- Visegrádi Ösztöndíj, 2012
- Katona József Drámapályázat NKA (Szapphó), 2013
- Horvátország alkotói ösztöndíja külföldi alkotóknak (a 'Zvona i Nari' művésztelepen való alkotásra), 2013
- Katona József Drámapályázat NKA (Cicero Szicíliában), 2014
- Salvatore Quasimodo különdíj, 2014
- A Magyar Művészeti Akadémia alkotói ösztöndíja, 2019
- Méhes György drámapályazat, második díj. 2022
- József Attila-díj, 2023.
- id. Boczonádi Szabó Imre díj. – az év szerzője a Méhészet szaklapban, 2023

## Folyóiratok
- DRÓT – periodika, fanzin – Győr, Szeged, Szabadka – 8+1 szám. Alapító főszerkesztő. (2000-2004-ig)
- Bölcső (a régi) – a Szegedi Tudományegyetem Bölcsészettudományi karának lapja – havilap. Irodalmi és művészeti szerkesztés. (2004-től másfél évig, 13 megjelenés)
- Szabad ötletek – a Szegedi Tudományegyetem Bölcsészettudományi karának új lapja – havilap. Irodalmi és művészeti szerkesztés. (2005-től másfél évig. 12 megjelenés + 1 antológia) A lap 2005-ben a legjobb Magyarországon megjelenő felsőoktatási kiadvány díját kapta.
- Déltenger – periodika, antológia – a 2006-os könyvhétre megjelenő, extrém kiadványnak mindeddig egy száma jelent meg. Főszerkesztés, tervezés.
- Irodalmi Jelen – a legnagyobb példányszámban (22000), Magyarországon és Erdélyben megjelenő, magyar irodalmi folyóirat. Művészeti szerkesztés, design, rovatvezetés, (kertészkedés) 2007 márciustól – 2008 novemberéig.
- Irodalmi Jelen Online – a Magyarországon és Erdélyben megjelenő, magyar irodalmi folyóirat online változatának kidolgozása és szerkesztése 2007-től 2011 végéig.
- DRÓT – 10 év után, 2014 április 15-től újrainduló Drót online összművészeti és társadalomkritikai magazin főszerkesztése. Az oldal korábban elérhető volt a www.drót.hu és a www.drot.eu lapokon, jelenlegi elérhetősége www.adrot.hu
- Méhészet szakfolyóirat, nyomtatott havilap - 'A méhészet művészete' esszésorozat 2022 januárjától.
- Olvasat.hu - A Magyar Írószövetség online magazinjában, kéthetente 'Kerti levelek' címmel tárcák.